# Distretto di Sabirabad
Il distretto di Sabirabad (in azero: Sabirabad rayon) è un distretto dell'Azerbaigian. Il suo capoluogo è Sabirabad.

## Storia
Il più grande villaggio del distretto è Javad. Quando l'Azerbaigian divenne parte della Russia, un certo numero di russi si stabilirono a Javad. Il distretto fu chiamato Petropavlovka nel 1888. Dopo essersi unito nuovamente alla Russia il 1º maggio 1920, Petropavlovsk iniziò ad operare per la prima volta come nuovo corpo di potere del Comitato Rivoluzionario Circolare degli Incidenti di Salyan. Dal 1º maggio 1921 all'8 aprile 1929, la regione di Sabirabad operò come distretto di Petropavlovsk di Salyan. L'8 aprile 1929, con lo schianto del VI Congresso sovietico pansovietico, fu chiamato il distretto di Petropavlovsk nel distretto di Mugan. L'8 agosto 1930, secondo la decisione n. 476 del Comitato esecutivo centrale, il sistema provinciale fu abolito e Peropavlovka era una regione indipendente.
Il 7 ottobre 1931, Petropavlovka fu ribattezzata con il famoso poeta satirico azero Mirzə Ələkbər Sabir con il decreto del Comitato esecutivo centrale dell'Azerbaigian. Dal 1959 il distretto è stato chiamato Sabirabad.

## Istruzione
Ci sono l'istituto socioeconomico statale, la scuola professionale, 85 scuole di educazione generale, 22 scuole materne e istituti di istruzione extrascolastica. 126 strutture sanitarie e 77 strutture sanitarie servono la popolazione. La base dell'economia della regione è l'agricoltura e l'industria.